# Yateras, Cuba
Yateras là đô thị ở tỉnh Guantánamo của Cuba. Trung tâm hành chính nằm ở Palenque, ở phía bắc tỉnh. Vườn quốc gia Alejandro de Humboldt, một di sản thế giới được UNESCO công nhận, nằm một phần ở đô thị này.
Đô thị này được chia ra thành các barrio Casimbas, Casisey Abajo, Casisey Arriba, Guayabal, Jamaica, Palmar, Río Seco, San Andrés, Sigual và Yateras.

## Dân số
Năm 2004, đô thị Yateras có dân số 20.358 người. Tổng diện tích là 664 km² (256,4 mi²), với mật độ dân số 30,7người/km² (79,5người/sq mi).